# Liste der Kulturdenkmale in Wrohm
In der Liste der Kulturdenkmale in Wrohm sind alle Kulturdenkmale der schleswig-holsteinischen Gemeinde Wrohm (Kreis Dithmarschen) aufgelistet (Stand: 10. März 2025).

## Legende
In den Spalten befinden sich folgende Informationen:
- Objekt-ID: die Nummer des Kulturdenkmales
- Lage: die Adresse des Kulturdenkmales und die geographischen Koordinaten. Kartenansicht, um Koordinaten zu setzen. In der Kartenansicht sind Kulturdenkmale ohne Koordinaten mit einem roten Marker dargestellt und können in der Karte gesetzt werden. Kulturdenkmale ohne Bild sind mit einem blauen Marker gekennzeichnet, Kulturdenkmale mit Bild mit einem grünen Marker.
- Offizielle Bezeichnung: Bezeichnung des Kulturdenkmales
- Beschreibung: die Beschreibung des Kulturdenkmales
- Bild: ein Bild des Kulturdenkmales

## Bauliche Anlagen
| Objekt-ID | Lage                                         | Offizielle Bezeichnung       | Beschreibung | Bild |
| --------- | -------------------------------------------- | ---------------------------- | --- | ---- |
| 6795      | Hauptstraße 48 (54° 12′ 45″ N, 9° 22′ 59″ O) | Wohn- und Wirtschaftsgebäude | Wohn- und Wirtschaftsgebäude; 1950; Anlage aus Wohnhaus mit seitlich angeschlossener großer Scheune. Eingeschossiger Backsteinbau mit Walmdach, Scheune mit blechverkleidetem Drempel - Begründung: geschichtlich, städtebaulich, Kulturlandschaft prägend - Schutzumfang: gesamtes Objekt - Denkmaltyp: Bauliche Anlage | BW   |

## Quelle
- Liste der Kulturdenkmale in Schleswig-Holstein – Kreis Dithmarschen (PDF)

- Karte mit allen Koordinaten:
- OSM |
- WikiMap